# ميخائيل ييغوروف
ميخائيل أليكسيفيتش ييغوروف (بالروسية: Михаил Алексеевич Егоров)‏؛ مواليد 5 مايو 1923 - الوفاة 20 يونيو 1975، إلى جانب ميليتون كنتاريا، كان واحدا من ثلاثة جنود لهم الفضل في رفع السوفيتي العلم على مبنى الرايخستاغ في 2 مايو 1945 بعد معركة برلين.
انضم ييغوروف إلى الثوار أثناء الاحتلال النازي، ثم جُنِّد في الجيش الأحمر في أواخر عام 1944 كجندي مشاة في الكشافة. كان يعمل في مزرعة الألبان بعد خروجه من الجيش. قتل في حادث سير.

## الأوسمة والجوائز
- بطل الاتحاد السوفيتي
- وسام لينين
- وسام الراية الحمراء
- وسام الحرب الوطنية
- النجمة الحمراء
- وسام المجد من الدرجة 3
- ميدالية اليوبيل «للشجاعة العسكرية في الاحتفال بالذكرى 100 لميلاد فلاديمير لينين»
- ميدالية الانتصار على ألمانيا في الحرب الوطنية العظمى 1941-1945
- ميدالية اليوبيل «عشرون عاما من النصر في الحرب الوطنية العظمى 1941-1945»
- ميدالية اليوبيل «ثلاثون عاما من النصر في الحرب الوطنية العظمى 1941-1945»
- ميدالية «من أجل الاستيلاء على برلين»
- ميدالية اليوبيل «50 عاما من القوات المسلحة للاتحاد السوفيتي»

## وصلات خارجية
- ميخائيل أليكسيفيتش ييغوروف (بالروسية)